# آنتسوهیمبوندرونا
آنتسوهیمبوندرونا (به لاتین: Antsohimbondrona) یک منطقهٔ مسکونی در ماداگاسکار است که در آمبیلوب واقع شده‌است. آنتسوهیمبوندرونا ۳۲٬۰۸۰ نفر جمعیت دارد و ۹ متر بالاتر از سطح دریا واقع شده‌است.